# 비바모빌리티
비바모빌리티는 대한민국의 소규모 자동차 회사이다.

## 생산 차종
- 비바
- 브라보
- VBUS